# Evan Vucci
Evan Vucci est un photojournaliste américain né le 15 juin 1977. En 2024, il est chef photographe de l'Associated Press (AP) à Washington, D.C.
Vucci publie des photos et des vidéos captées un peu partout sur la planète. Il s'intéresse aussi au sport, à l'armée américaine et à la politique américaine. En tant que membre d'une équipe d'AP, il a remporté un prix Pulitzer en 2021. En juillet 2024, il a pris une série de photographies à la suite d'un attentat contre Donald Trump ; au moins deux clichés de Vucci seront largement repris dans plusieurs médias américains.

## Biographie
En 2024, Evan Vucci est chef photographe de l'Associated Press (AP) à Washington, D.C.. Il a couvert la guerre d'Afghanistan, de 2001 à 2021, et la guerre d'Irak,. Il est l'auteur de la photographie où l'on voit un journaliste irakien lancer une chaussure au président américain George W. Bush,. Vucci a gagné un prix Pulitzer en 2021 en tant que membre de l'équipe AP qui a couvert les manifestations et émeutes consécutives à la mort de George Floyd,,.
Le 13 juillet 2024 à Butler, en Pennsylvanie, il est prévu que l'ancien président des États-Unis Donald Trump, qui représente le parti républicain à l'élection présidentielle américaine de 2024, prononce un discours à un rassemblement politique. Vucci est l'un des quatre photographes installés dans une aire protégée près du podium où se tiendra Trump. Il couvre les activités de Trump depuis plusieurs années et a pris des photos lors de centaines de rassemblements politiques,.
Pendant qu'il prononce son discours, Trump est la cible de tirs d'une arme à feu utilisée par un tireur embusqué sur un toit à environ 150 mètres de la tribune,,,.
Lorsqu'il voit les agents du USSS courir vers Donald Trump à la suite des tirs, Evan Vucci cherche rapidement un meilleur point de vue puis commence à photographier,,,. Il a déclaré : « Je savais que c'était un moment dans l'histoire des États-Unis et que ça devait être documenté »,,,,,. 

### Citations originales
1. ↑  (en) « I knew it was a moment in American history and it had to be documented »